# Lestrimelitta spinosa
Lestrimelitta spinosa là một loài Hymenoptera trong họ Apidae. Loài này được Marchi & Melo mô tả khoa học năm 2006.